# Peter Mathis
Peter Mathis (* 1961 in Hohenems) ist ein österreichischer Fotograf.

## Leben und Wirken
Peter Mathis lebt in Hohenems in Österreich. Schon als Jugendlicher hielt er seine Erlebnisse in der Natur mit dem Fotoapparat fest. Dieses Hobby machte er 1986 zu seinem Beruf.
Er konzentriert sich in seiner professionellen Arbeit vor allem auf die Outdoor- und Sport-Photographie und gehört in den Bereichen Ski und Snowboard, Bergsteigen und Klettern, Mountainbike und Rennrad, Motorsport und Landschaft zu den Meistern seines Fachs. Seine Aufträge führen ihn regelmäßig an die unterschiedlichsten Orte auf der ganzen Welt.
2007 wurde ihm in Schweden der Titel eines Hasselblad Masters verliehen und 2008 folgte die Auszeichnung zum Master of European Photography durch die Vereinigung der Europäischen Berufsfotografen in Belgien.
1992 erschien sein erstes Buch und viele weitere folgten u. a. Sportklettern in den Alpen, Freeride und Leidenschaft Vorarlberg.
Seit 2009 setzt er sich wieder vermehrt im Bereich Landschaftsphotographie ein und zielt hier ganz bewusst auch auf den Großformatbereich. Von zahlreichen Motiven wurden Digital Fine Art Prints angefertigt, die auf dem Markt der Kunst-Photographie zunehmend an Beliebtheit gewinnen.
Seit einiger Zeit erschließt er mit der Portrait-Photographie und ihren vielfältigen Facetten ein neues Arbeitsgebiet. Und er konzentriert sich zunehmend auf die Schwarzweiß-Photographie, um deren Gesetzmäßigkeiten zu erforschen und ihr enormes Ausdrucksspektrum auszuloten und ins Bild zu bringen. Das gilt sowohl für die Landschafts-, als auch für die Porträtbilder.
Unabhängig von der Bildgattung spielt für Peter Mathis die Authentizität seiner Arbeit eine herausragende Rolle. Zu seinen wesentlichen Gestaltungselementen gehören Licht und Bildaufbau. Dabei geht es darum, das vom Motiv vorgegebene Licht so optimal wie möglich einzusetzen, damit es der Gestaltung dienen kann. Ein Bild ist daher nicht einfach die Reproduktion eines Motivs, sondern wird mit der Kamera vor Ort erarbeitet. Die Simulation künstlicher Lichtstimmungen oder Bewegungen am Computer, die physikalisch nicht nachvollziehbar sind, lehnt er entschieden ab. Sein Interesse gilt der „wahren“ Natur, also der, die wir tatsächlich erleben können und keinem Artefakt.
In vielen Arbeiten geht es darum, die Flüchtigkeit des entscheidenden Augenblicks zu erkennen und festzuhalten, wozu enorm viel Geduld und Erfahrung benötigt werden. Jede Art von Effekthascherei wird ganz bewusst vermieden.

## Ausstellungen (Auswahl)
- 2012: Peter Mathis, Atelier Jungwirth, Graz
- 2017: Peter Mathis – Berge, Haus der Fotografie, Burghausen
- 2019: »Bergwelten« Peter Mathis, GAF Galerie für Fotografie, Hannover
- 2020: MIA, Mailand Photo Messe
- 2021: Kunststiftung pro Arte, Biberach
- 2021: Galleria d’Arte contemporanea, Galleria Forni, Bologna
- 2022: Arte Fiera, Bologna
- 2022: Roma Arte in nuvola, Rom
- 2023: „Schnee“, Galerie Commeter, Persiehl & Heine, Hamburg

## Auszeichnungen
- 1998 wurde Peter Mathis im Rahmen des Bergfilmfestivals Trient, mit dem Premio ITAS, der Silbernen Distel für das Buch „Sportklettern in den Alpen“ ausgezeichnet.
- 2000 Gewinner des Banff Mountain Photography Competition in der Kategorie Mountain Adventure.
- 2005 als erstem österreichischen Fotograf wird ihm von der Vereinigung der europäischen Berufsfotografen die Auszeichnung QEP -Qualified European Photographer verliehen.
- 2005 Gewinner des Banff Mountain Photography Competition in der Kategorie Mountain Landscape und Mountain Adventure.
- 2007 als erstem österreichischen Fotograf wird ihm der Titel eines Hasselblad Masters verliehen.
- 2008 als ersten österreichischen Fotograf würdigt ihn die Vereinigung der europäischen Berufsfotografen mit der höchsten Auszeichnung – dem Master QEP.